# Камета (микрорегион)
Камета (порт. Microrregião de Cametá) — микрорегион в Бразилии, входит в штат Пара. Составная часть мезорегиона Северо-восток штата Пара. Население составляет 437 302 человека (на 2010 год). Площадь — 16 660,148 км². Плотность населения — 26,25 чел./км².

## Демография
Согласно сведениям, собранным в ходе переписи 2010 г. Национальным институтом географии и статистики (IBGE), население микрорегиона составляет:
| Полное население                             | Полное население                             | Полное население                             | Полное население                             | 437 302 |
| -------------------------------------------- | -------------------------------------------- | -------------------------------------------- | -------------------------------------------- | ------- |
| в том числе:                                 | Городское население                          | 216 504                                      | Процент городского населения, %              | 49,51   |
|                                              | Сельское население                           | 220 798                                      | Процент сельского населения, %               | 50,49   |
|                                              | Мужское население                            | 224 645                                      | Процент мужского населения, %                | 51,37   |
|                                              | Женское население                            | 212 657                                      | Процент женского населения, %                | 48,63   |
| Плотность населения, чел/км²                 | Плотность населения, чел/км²                 | Плотность населения, чел/км²                 | Плотность населения, чел/км²                 | 26,25   |
| Население микрорегиона в % к населению штата | Население микрорегиона в % к населению штата | Население микрорегиона в % к населению штата | Население микрорегиона в % к населению штата | 5,77    |

## Статистика
- Валовой внутренний продукт на 2003 год составляет 681 531 110,00 реалов (данные: Бразильский институт географии и статистики).
- Валовой внутренний продукт на душу населения на 2003 год составляет 1810,35 реалов (данные: Бразильский институт географии и статистики).
- Индекс развития человеческого потенциала на 2000 год составляет 0,682 (данные: Программа развития ООН).

## Состав микрорегиона
В составе микрорегиона включены следующие муниципалитеты:
1. Абаэтетуба
2. Байан
3. Камета
4. Игарапе-Мири
5. Лимуэйру-ду-Ажуру
6. Мокажуба
7. Уэйрас-ду-Пара